# Glenn Wilson
Glenn Wilson (* 1954) ist ein US-amerikanischer
Jazz-Baritonsaxophonist, Flötist und Bassklarinettist.
Glenn Wilson zog nach seinen Studienjahren 1977 nach New York City, wo er in der Buddy Rich Band, dem Lionel Hampton Orchestra, dem Toshiko Akiyoshi Jazz Orchestra, Tito Puente, Machito, dem Bob Belden Ensemble und weiteren Formationen arbeitete.
Im Jahr 1984 nahm er sein erstes Album unter eigenem Namen auf, Impasse, für das Label Cadence Records, an dem Musiker wie Harold Danko, Dennis Irwin und Adam Nussbaum mitwirkten. 1988 begann Wilson mit dem Label Sunnyside Records zusammenzuarbeiten; in der Folge entstand eine Reihe von Alben, wie Elusive 1987 mit Jim Powell und Bob Belden,  1990/92 das Duoalbum Bittersweet mit dem Gitarristen Rory Stewart, 1990 in Quintettbesetzung Blue Porpoise Avenue, und schließlich One Man’s Blues. Für Timeless Records entstand später noch das Album Lee’s Keys Please. Zuletzt erschien 2000 das Album One Man's Blues; außerdem wirkte Wilson an zahlreichen Produktionen als Begleitmusiker mit, 1993 arbeitete er mit dem Pianisten Bruce Hornsby, war Mitglied seiner Begleitband und wirkten an dessen Album Harbor Lights 1993 mit. Von 1991 bis 2001 war Glenn Wilson in den Jazzszenen von Virginia, Washington DC, und Baltimore aktiv. Inzwischen arbeitet er mit seiner Band The Jazzmanics im Raum Illinois.
Glenn Wilson lebt mit seiner Familie in Normal, Illinois.